# Bollengo
Bollengo (Bolengh in piemontese) è un comune italiano di 2 097 abitanti della città metropolitana di Torino in Piemonte.

## Storia
Da Bollengo, epoca romana, passava la via delle Gallie, strada romana consolare fatta costruire da Augusto per collegare la Pianura Padana con la Gallia.

### Simboli
Lo stemma del Comune di Bollengo è stato concesso con decreto del presidente della Repubblica del 6 agosto 1988.

## Monumenti e luoghi d'interesse
- Campanile isolato della chiesa di San Martino, demolita nel 1733[6]
- Chiesa campestre dei Santi Pietro e Paolo, sul percorso della Via Francigena canavesana

- Castello di Bollengo

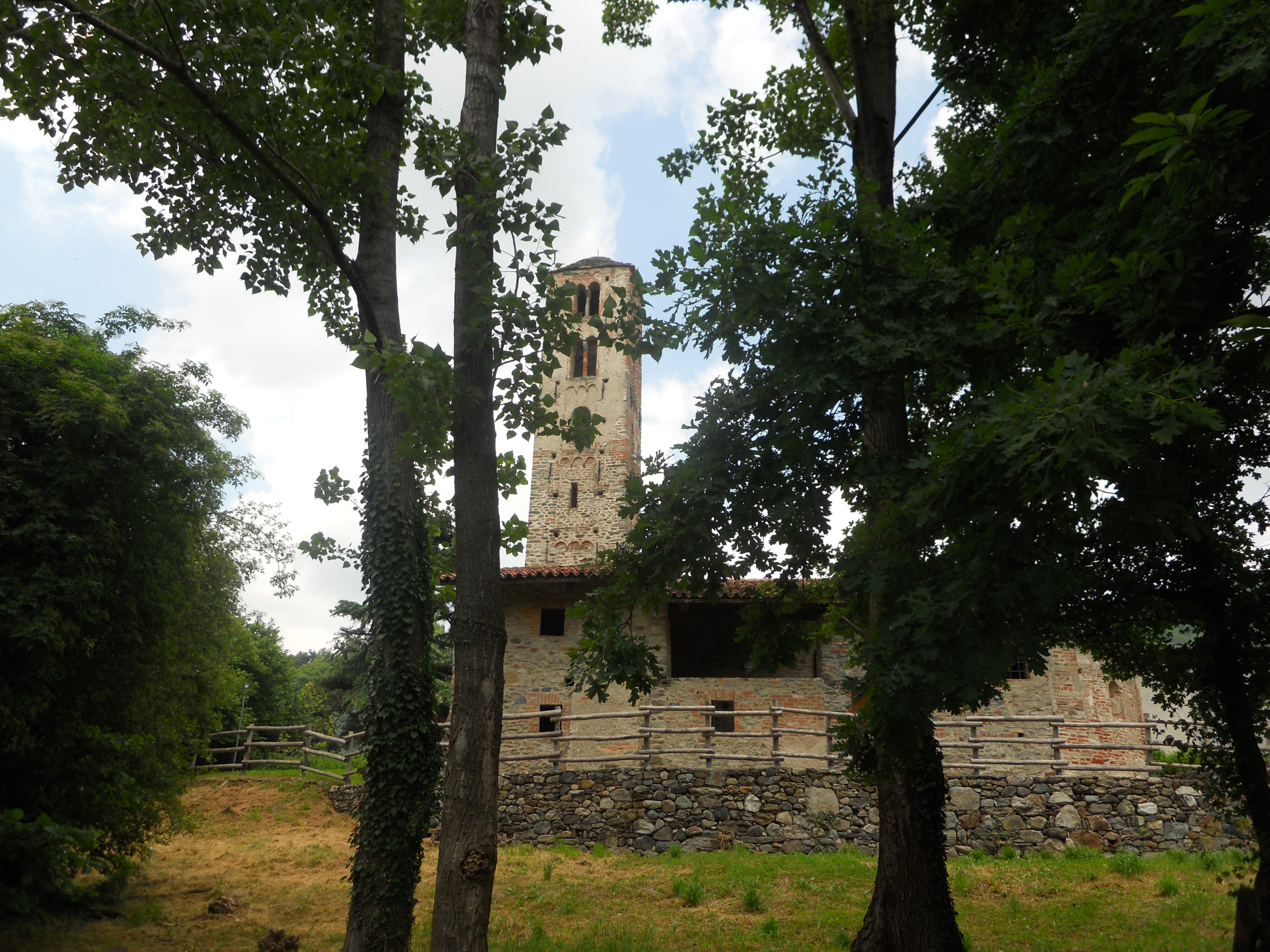
Chiesa dei SS. Pietro e Paolo sulla Via Francigena

- Monumento in ricordo dei nove bollenghesi periti nell'affondamento dell'Arandora Star[7]

## Società

### Evoluzione demografica
Abitanti censiti

### Stranieri
Secondo i dati Istat al 31 dicembre 2017, i cittadini stranieri residenti a Bollengo sono 123, così suddivisi per nazionalità, elencando per le presenze più significative:
1. Romania, 68

## Infrastrutture e trasporti
Tra il 1882 e il 1933 il comune fu servito dalla tranvia Ivrea-Santhià.

## Amministrazione

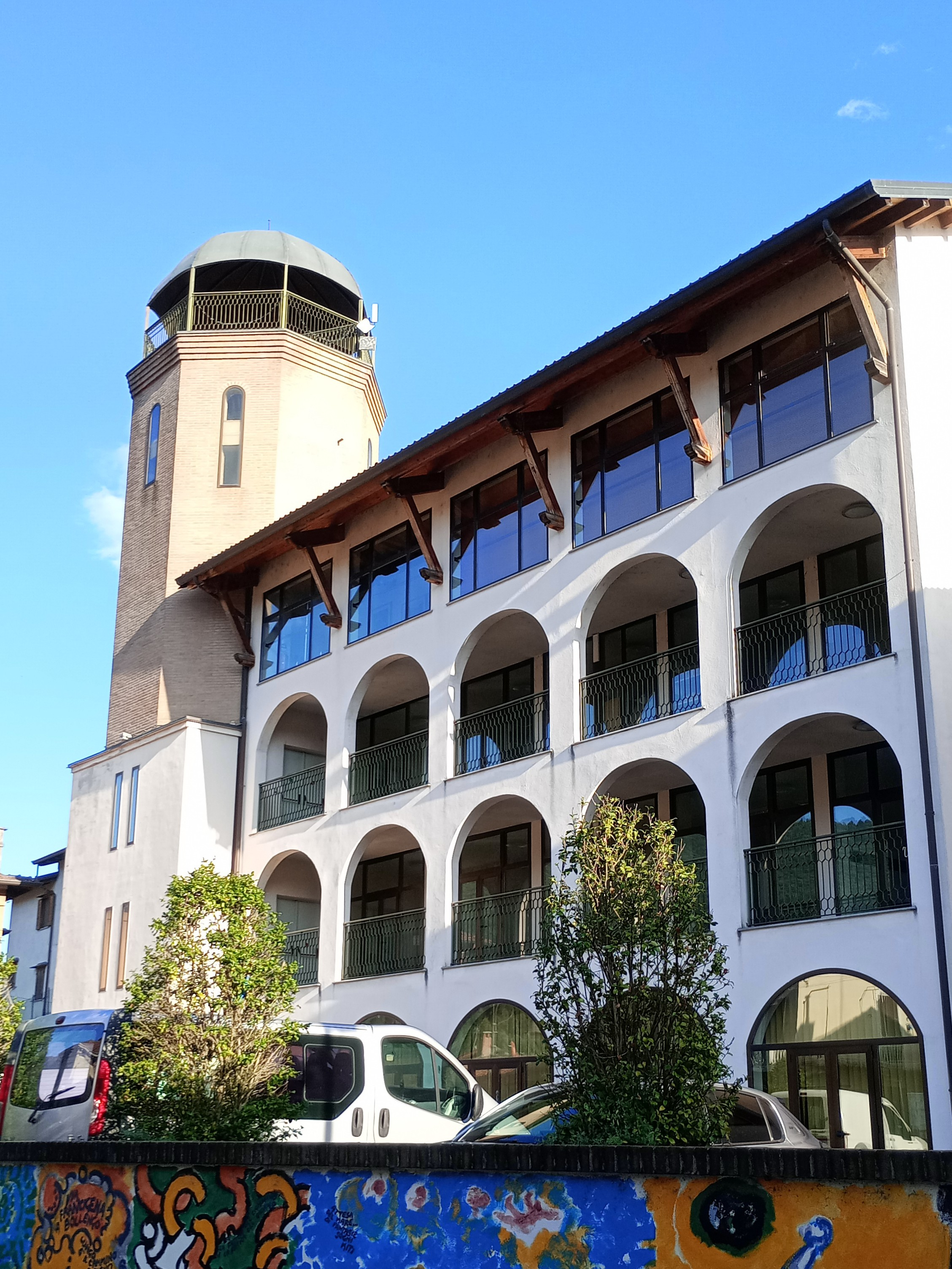
Il municipio

Di seguito è presentata una tabella relativa alle amministrazioni che si sono succedute in questo comune.
| Periodo        | Periodo        | Primo cittadino    | Partito                                      | Carica  | Note   |
| -------------- | -------------- | ------------------ | -------------------------------------------- | ------- | ------ |
| 20 giugno 1988 | 3 agosto 1990  | Luigi Sergio Ricca | Partito Socialista Italiano                  | Sindaco | [ 11 ] |
| 9 agosto 1990  | 28 marzo 1991  | Sergio Milesi      | -                                            | Sindaco | [ 11 ] |
| 16 aprile 1991 | 5 giugno 1993  | Carlo Duò          | Partito Socialista Italiano                  | Sindaco | [ 11 ] |
| 15 giugno 1993 | 28 aprile 1997 | Piero Gontero      | Democrazia Cristiana                         | Sindaco | [ 11 ] |
| 28 aprile 1997 | 14 maggio 2001 | Giampiero Stratta  | -                                            | Sindaco | [ 11 ] |
| 14 maggio 2001 | 12 luglio 2005 | Luigi Sergio Ricca | centro                                       | Sindaco | [ 11 ] |
| 30 maggio 2006 | 16 maggio 2011 | Carlo Duò          | centro-sinistra                              | Sindaco | [ 11 ] |
| 16 maggio 2011 | 5 giugno 2016  | Luigi Sergio Ricca | lista civica Gruppo democratico indipendente | Sindaco | [ 11 ] |
| 5 giugno 2016  | 4 ottobre 2021 | Luigi Sergio Ricca | lista civica Gruppo democratico indipendente | Sindaco | [ 11 ] |
| 4 ottobre 2021 | in carica      | Luigi Sergio Ricca | lista civica Vivere Bollengo                 | Sindaco | [ 11 ] |

## Sport
La locale squadra di calcio è l'U.S.D. Bollengo Albiano Morenica che milita nel campionato di Promozione, (girone B Piemonte-Valle d'Aosta) e nella stagione 2012/2013 ha vinto la Coppa Piemonte e Valle d'Aosta di Prima Categoria.

I colori sociali sono il bianco e il verde, il terreno di gioco è il campo sportivo "Giacomo Gaglione" di Via Biella s/n.